# Alois Herzog
Alois Herzog (* 29. Dezember 1872 in Prag; † 12. Juli 1956 in Hamburg-Harburg) war ein deutsch-österreichischer Ingenieur für Textiltechnologie und Hochschullehrer an der TH Dresden.
Nach dem Abitur 1890 in Wien studierte er an der TH Wien Chemie und Biologie und wurde 1895 Leiter der Versuchsstation zur Flachsherstellung und -aufbereitung in Trautenau. 1902 erfolgte die Promotion. Von 1900 bis 1920 war er Lehrer an der Höheren Fachschule für Textilindustrie in Sorau. Ab 1917 leitete er das Forschungsinstitut für Bastfasern der Textilindustrie Sorau und 1920 wurde er Leiter der Biologischen Abteilung des Forschungsinstitutes für Textilindustrie in Dresden. Von 1925 bis 1939 lehrte er als ordentlicher Professor für Papier- und Textiltechnologie an der TH Dresden. Im November 1933 unterzeichnete er das Bekenntnis der deutschen Professoren zu Adolf Hitler. Nach dem Krieg hatte er von 1948 bis 1951 in Dresden wieder einen Lehrauftrag. Ab 1951 forschte er privat in seinem Institut in Wehlen.
1908 publizierte Herzog einen umfangreichen mikrophotographischen Atlas der technisch wichtigen pflanzlichen Rohstoffe mit 1100 Abbildungen. 1910 veröffentlichte er ein Buch über die Unterscheidung der natürlichen und künstlichen Seiden und setzte dies fort mit Arbeiten, die sich mit den verschiedenen Chemiefasern, ihren Eigenschaften und ihrer Prüfung befassten. Dafür nutzte er vor allem das Mikroskop.

## Schriften
- Die Unterscheidung der Flachs- und Hanffaser, 1926
- Handbuch der mikroskopischen Technik für Fasertechnologen, Akademie-Verlag, Berlin 1951
- Mikrophotographischer Atlas der technisch wichtigen Faserstoffe: Handbuch Der mikroskopischen Untersuchungsmethoden für Textil-, Papier-, Seiler-, Stopf- und Bürstenmaterialien, Bd. 1, 1923 (repr. Ulan Press 2012)